# Торнаги, Алессия
Алессия Торнаги (итал. Alessia Tornaghi; род. 3 июля 2003, Милан) — итальянская фигуристка. Она — двукратная чемпионка Италии 2019 и 2020 года и участница чемпионата Европы. На юниорском уровне она завоевала бронзовую медаль на итальянском этапе Гран-при в 2019 году.
По состоянию на 20 ноября 2021 года занимает 42-е место в рейтинге Международного союза конькобежцев.

## Биография
Алессия Торнаги родилась 3 июля 2003 года в Милане.

## Карьера

### Ранняя карьера
Торнаги начала кататься на коньках в 2008 году. Она была чемпионкой Италии 2015 года на детском уровне. Торнаги — серебряный призёр итальянского чемпионата 2016 и 2017 годов среди юниоров.

### Сезон 2017/2018
Торнаги дебютировала на международном турнире на юниорском этапе Гран-при в Австрии, где заняла 14-е место. Затем она выиграла серебряную медаль на Кубке Ниццы 2017 года, золотую медаль на Мемориале Лео Шеу 2017 года и заняла шестое место на Кубке Мерано 2017.
Торнаги заняла четвёртое место на итальянском чемпионате 2018 года, уступив Лукреции Беккари, Ларе Наки Гутманн и Марине Пиредде. Она закончила свой сезон с серебряными медалями на Трофее Софии 2018 и Coupe du Printemps 2018. Также она стала бронзовым призёром на Кубке Йегвираг 2018 и турнире в Энье.

### Сезон 2018/2019
С сентября Торнаги начала тренироваться под руководством Виктории Буцаевой в Москве. Она начала сезон с 14-го места на юниорском Гран-при в Словакии. Торнаги финишировала шестой на турнире в Загребе и завоевала серебряную медаль на Inge Solar Memorial и Рождественском кубке.
Торнаги выиграл золотую медаль на взрослом уровне на чемпионате Италии 2019 года, опередив Лукрецию Беккари и Лару Наки Гутманн, не попав при этом на юниорский чемпионат мира. Она выиграла бронзовую медаль на Skate Helena 2019, золото в Софии и на Кубке Тироля 2019. На последнем старте в сезоне она стала серебряным призёром в Энье.

### Сезон 2019/2020
Торнаги заняла девятое место на юниорском Гран-при в Хорватии, а затем завоевала бронзу в Италии, уступив только Ксении Синициной и Анне Фроловой . Затем, дебютировав на международном взрослом уровне в Минске стала четвёртой, занимая после короткой программы 12-е место. Торнаги завоевала свой первый взрослый титул и международную медаль на Golden Bear в Загребе в 2019 году, став первой итальянкой после Каролины Костнер, успешно выполнившей комбинацию «тройной лутц + тройной тулуп» в короткой программе. Она заняла 13-е место после короткой программы и финишировала пятой на Кубке Варшавы 2019, став второй в произвольной программе после польской фигуристки Екатерины Кураковой.
Торнаги завоевала второй национальный титул подряд, на этот раз опередив Марину Пиредду и Лари Наки Гутманн. Она отобралась на зимние юношеские Олимпийские игры и чемпионат Европы 2020 года.
Торнаги стала шестой на юношеской Олимпиаде в Лозанне, где показала лучшие результаты в карьере — 62,19 в короткой, 125,22 в произвольной программах и 178,60 в сумме. Затем она заняла восьмое место на чемпионате Европы 2020 года. Затем она закончила сезон на чемпионате мира среди юниоров 2020 года, где стала 13-й Торнаги должна была представлять Италию на чемпионате мира 2020 года, но он был отменён из-за пандемии коронавируса.